# Conservatori de Manacor

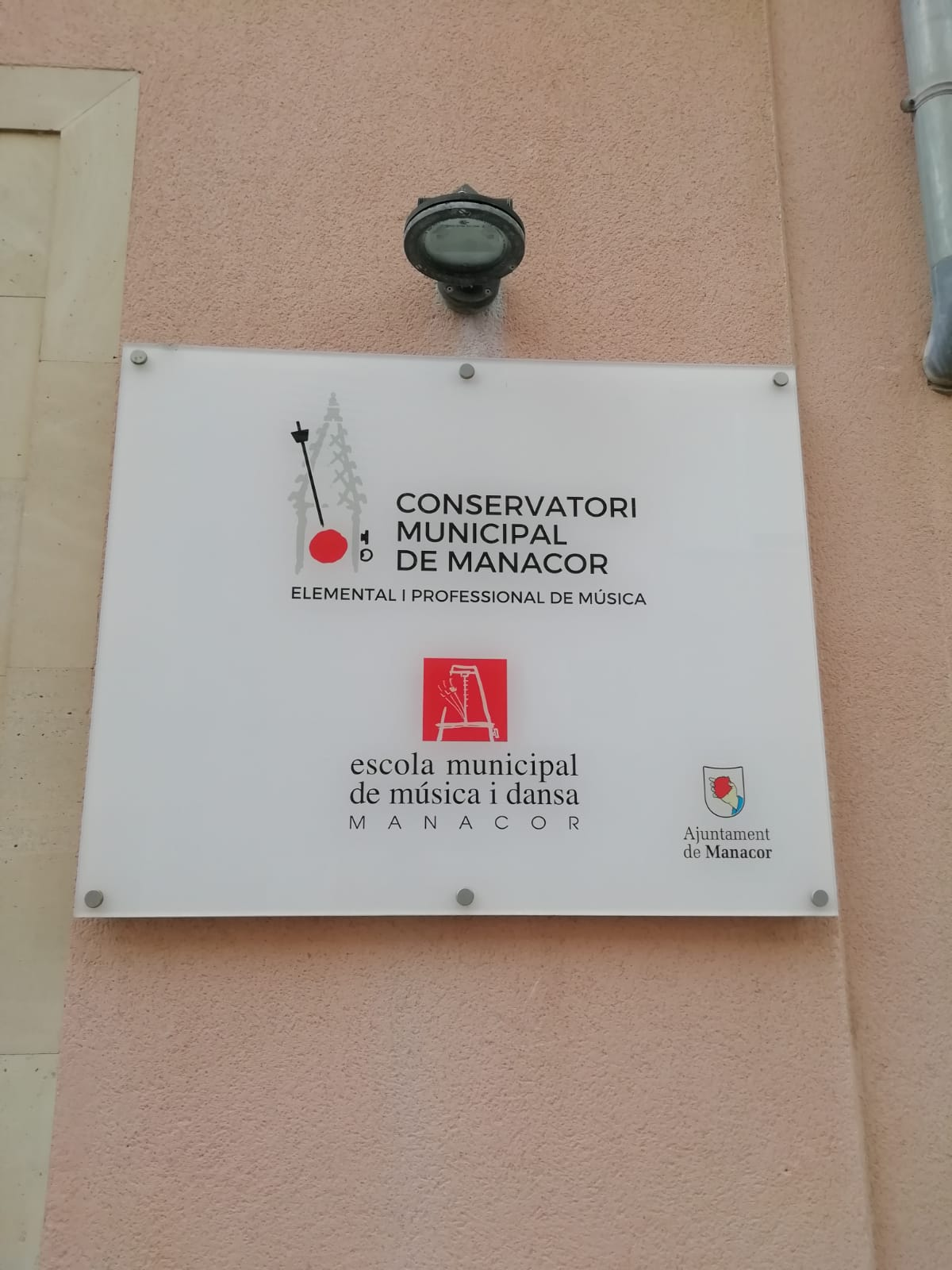
Logo del Conservatori de Manacor

El Conservatori Professional de Música de Manacor és un centre públic situat al carrer de la Fàbrica número 2 de Manacor. L'edifici, de tres plantes, va ser inaugurat el 19 de desembre de 2004.
El 2016 es va autoritzar a que l'Escola Municipal de Música i Dansa de Manacor passàs a tenir la categoria de conservatori, estant-hi així adscrites les escoles municipals de música d'Artà, Capdepera, Sant Llorenç des Cardassar, Son Servera i Vilafranca. El nou conservatori ofereix 210 places escolars; 120 son d'ensenyances elementals i 90 d'estudis professionals. Les especialitats que s'hi ofereixen son piano, clavecí, orgue, cant, violí, viola, violoncel, contrabaix, guitarra, arpa, flauta travessera, oboè, clarinet, fagot, saxòfon, trompa, trompeta, trombó, tuba i percussió.